# Percival (nome)
Percival  è un nome proprio di persona inglese maschile.

## Varianti
- Ipocoristici: Percy[1][2], Perry[2]

## Origine e diffusione

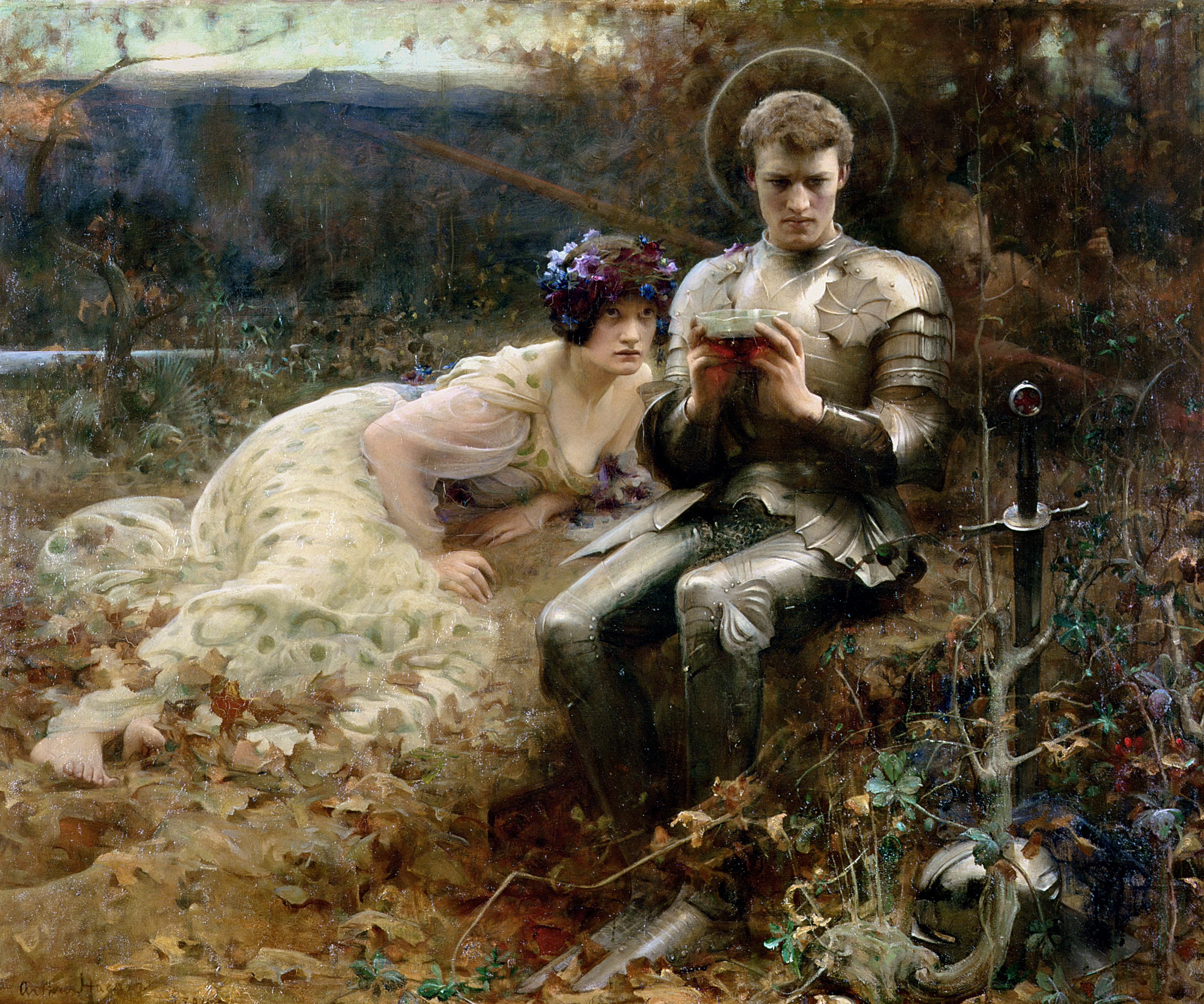
La tentazione di Sir Percival, di Arthur Hacker

Si tratta di un nome medievale e letterario, creato nel XII secolo dal poeta francese Chrétien de Troyes per la sua opera Perceval o il racconto del Graal, nella quale il protagonista è un giovane ragazzo gallese che, cercando di mostrarsi degno di diventare un cavaliere di re Artù, raggiunge il castello del Re Pescatore e riesce a vedere il Sacro Graal; il suo uso come nome in lingua inglese è sicuramente posteriore alla fine del XV secolo. 
Non è certo da dove Chrétien de Troyes abbia tratto questo nome (che nei suoi scritti appare anche nella forma Perceval e Percevale); potrebbe averlo basato sui termini francesi antichi perce[r] ("attraversare", "penetrare", "perforare") e val ("valle"), quindi "colui che attraversa la valle", oppure potrebbe essersi ispirato a un personaggio della mitologia gallese, Peredur; il nome di quest'ultimo è a sua volta di etimo incerto, forse dai termini gallesi "peri ("lance") e dur ("duro", "ferro"), col significato di "dure lance". 
Nel XIII secolo il tedesco Wolfram von Eschenbach riprese il nome modificandolo in Parzival per il suo omonimo poema epico, che divenne Parsifal nell'omonima opera di Richard Wagner del 1882.

## Onomastico
Non ci sono santi con questo nome, che è quindi adespota; l'onomastico si può festeggiare eventualmente il 1º novembre, giorno di Ognissanti.

## Persone

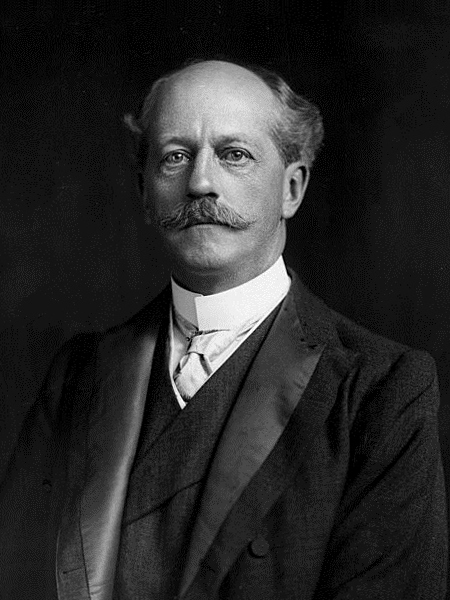
Percival Lowell

- Percival David, sinologo e collezionista d'arte britannico
- Percival Davson, schermidore e tennista britannico
- Percival Everett, scrittore statunitense
- Percival Lowell, astronomo statunitense
- Percival Molson, velocista, lunghista, hockeista su ghiaccio e militare canadese
- Percival Parr, calciatore inglese

### Varianti
- Parsifal Bassi, attore e regista italiano
- Peredur ap Gwynedd, chitarrista inglese
- Percivall Pott, chirurgo britannico
- Percivalle Doria, condottiero, poeta e trovatore italiano

## Il nome nelle arti
- Parsifal è un cavaliere del Graal, protagonista di molti racconti inerenti al ciclo bretone, nonché eponimo e protagonista dell'opera Parsifal di Richard Wagner.
- Perceval è un personaggio del film del 1978 Il fuorilegge, diretto da Éric Rohmer.
- Percival Archibald Chubbs è un personaggio del cortometraggio muto del 1912 Percival Chubbs and the Widow, diretto da C.J. Williams.
- Percival Ulisses "Perry" Cox è un personaggio della serie televisiva Scrubs - Medici ai primi ferri.
- Percival McLeach è il nome di un cacciatore di frodo e antagonista del film del 1990 Bianca e Bernie nella terra dei canguri.
- Percival Silente è un personaggio della serie di romanzi Harry Potter, creata da J. K. Rowling.